# Delia sequoiae
Delia sequoiae är en tvåvingeart som först beskrevs av Huckett 1967.  Delia sequoiae ingår i släktet Delia och familjen blomsterflugor.
Artens utbredningsområde är Kalifornien. Inga underarter finns listade i Catalogue of Life.